# Jenei Imre
Jenei Imre (Bélegregy, 1937. március 28. –) magyar nemzetiségű romániai labdarúgó, fedezet és edző. A román és a magyar labdarúgó-válogatottnál is volt szövetségi kapitány. Felesége Gyulai Ilona világbajnok tőrvívó olimpikon.

## Pályafutása

### Klubcsapatban
A Flamura Roșie Arad csapatában kezdte a labdarúgó-pályafutását és itt mutatkozott be a román élvonalban. Az aradi csapattal két bajnoki címet szerzett. 1957-ben, 20 évesen a bukaresti Steauához igazolt, ahol további három bajnokságot nyert. 1969-ben a török Kayserispor csapatához szerződött és itt fejezte be az aktív labdarúgást 1971-ben.

### A román válogatottban
1959 és 1964 között 12 alkalommal szerepelt a román válogatottban. 1964-ben a tokiói olimpián részt vevő csapat tagja volt.

## Sikerei, díjai

### Játékosként
- Román bajnokság
  - bajnok: 1954, 1956, 1959–60, 1960–61, 1967–68
- Román kupa
  - győztes: 1955, 1962, 1969
  - döntős: 1964

### Edzőként
- Román bajnokság
  - bajnok: 1977–78, 1984–85, 1985–86
- Román kupa
  - győztes: 1985, 1986
  - döntős: 1977, 1984
- Bajnokcsapatok Európa-kupája (BEK)
  - győztes: 1985–86

## Statisztika

### Mérkőzései a román válogatottban
Kapitányként az 1990-es labdarúgó-világbajnokságon az Román labdarúgó-válogatottal 12. helyen végzett.

### Mérkőzései magyar szövetségi kapitányként
| Magyarország | Magyarország         | Magyarország                  | Magyarország     | Magyarország | Magyarország | Magyarország | Magyarország | Magyarország |
| #            | Dátum                | Helyszín                      | Hazai            | Eredmény     | Vendég       | Kiírás       | Gólok        | Esemény      |
| ------------ | -------------------- | ----------------------------- | ---------------- | ------------ | ------------ | ------------ | ------------ | ------------ |
| 1.           | 1992. március 25.    | Budapest, Népstadion          | Magyarország     | 2 – 1        | Ausztria     | barátságos   | -            |              |
| 2.           | 1992. április 29.    | Ungvár                        | Ukrajna          | 1 – 3        | Magyarország | barátságos   | -            |              |
| 3.           | 1992. május 12.      | Budapest, Népstadion          | Magyarország     | 0 – 1        | Anglia       | barátságos   | -            |              |
| 4.           | 1992. május 27.      | Stockholm, Råsunda Stadion    | Svédország       | 2 – 1        | Magyarország | barátságos   | -            |              |
| 5.           | 1992. június 3.      | Budapest, Népstadion          | Magyarország     | 1 – 2        | Izland       | vb-selejtező | -            |              |
| 6.           | 1992. augusztus 26.  | Nyíregyháza, Városi Stadion   | Magyarország     | 2 – 1        | Ukrajna      | barátságos   | -            |              |
| 7.           | 1992. szeptember 9.  | Luxembourg, Municipal Stadion | Luxemburg        | 0 – 3        | Magyarország | vb-selejtező | -            |              |
| 8.           | 1992. szeptember 23. | Budapest, Üllői úti Stadion   | Magyarország     | 0 – 0        | Izrael       | barátságos   | -            |              |
| 9.           | 1992. október 11.    | Doha                          | Katar            | 1 – 4        | Magyarország | barátságos   | -            |              |
| 10.          | 1992. október 13.    | Doha                          | Katar            | 1 – 1        | Magyarország | barátságos   | -            |              |
| 11.          | 1992. november 11.   | Szaloniki, PAOK Stadion       | Görögország      | 0 – 0        | Magyarország | vb-selejtező | -            |              |
| 12.          | 1993. március 7.     | Fukuoka, Hakatanomori Stadion | Japán            | 0 – 1        | Magyarország | Kirin-kupa   | -            |              |
| 13.          | 1993. március 10.    | Nagoja, Mizuho Stadion (JPN)  | Egyesült Államok | 0 – 0        | Magyarország | Kirin-kupa   | -            |              |
| 14.          | 1993. március 31.    | Budapest, Népstadion          | Magyarország     | 0 – 1        | Görögország  | vb-selejtező | -            |              |
|              | Összesen             |                               |                  | -            | mérkőzés     |              | -            | gól          |